# Божиковац (острво)
Божиковац је мало ненасељено острво у хрватском делу Јадранског мора.
Острво се налази око 0,7 км северозападно од острва Курба Мала. Површина острва износи 0,011 км². Дужина обалске линије је 0,39 км.. Највиши врх на острву је висок 10 метара.